# Well (Lincolnshire)
Well è un villaggio e parrocchia civile dell'Inghilterra, appartenente alla contea del Lincolnshire.